# Thor: Tận thế Ragnarok
Thor: Tận thế Ragnarok (tựa gốc tiếng Anh: Thor: Ragnarok) là một bộ phim siêu anh hùng ra mắt vào năm 2017 của Mỹ do Marvel Studios sản xuất và Walt Disney Studios Motion Pictures phân phối. Bộ phim là phần tiếp theo của Thor (2011) và Thor: The Dark World (2013) và là bộ phim thứ mười bảy trong Vũ trụ Điện ảnh Marvel (MCU). Phim do Taika Waititi làm đạo diễn, dựa trên kịch bản của Stephany Folsom, với sự góp mặt của các diễn viên như Chris Hemsworth, Tom Hiddleston, Idris Elba, Anthony Hopkins, Cate Blanchett, Tessa Thompson, Jeff Goldblum, Karl Urban và Mark Ruffalo. Trong phim, Thor phải tìm cách trốn thoát khỏi hành tinh Sakaar để kịp thời cứu Asgard khỏi Hela và ngày tận thế Ragnarök.
Bộ phim Thor thứ ba được xác nhận vào tháng 10 năm 2014, với Kyle và Yost đang dựng kịch bản phim. Sự góp mặt của Chris Hemsworth và Tom Hiddleston cũng được xác nhận vào cùng tháng. Đạo diễn Waititi cũng tham gia vào dự án vào năm sau, sau khi đạo diễn Alan Taylor của Thor: The Dark World không quay trở lại. Ruffalo cũng vào vai Hulk, làm cho yếu tố trong mạch truyện "Planet Hulk" được đưa vào phim. Các diễn viên còn lại, như Cate Blanchett vai Hela, được thông báo vào tháng 6 năm 2016.
Những cảnh quay chính của phim được khởi quay từ tháng 7 năm 2016 ở Village Roadshow Studios tại Oxenford, Úc và kết thúc vào tháng 10 năm 2016. Bộ phim được phát hành tại Vương quốc Anh vào ngày 27 tháng 10 năm 2017, Bắc Mỹ vào ngày 3 tháng 11 năm 2017 và Việt Nam vào ngày 27 tháng 10 năm 2017 dưới định dạng IMAX. 

## Nội dung
Hai năm sau trận chiến Sokovia, Thor đang trên đường đi tìm những viên đá vô cực nhưng không có chút manh mối nào, và bị con quỷ lửa Sultur bắt giữ ở Muspelheim. Sultur hé lộ rằng Odin đã không còn ở Asgard nữa và ngày tận thế Ragnarok của Asgard sắp diễn ra như lời sấm truyền khi hắn đưa vương miện của mình vào Ngọn lửa vĩnh hằng trong hầm của Odin. Thor đánh bại Sultur và cho rằng đã ngăn chặn được Ragnarok.
Thor trở lại Asgard thì mới biết tin Heimdall mất tích và nhận ra Loki đang giả làm Odin để trị vì nơi đây. Thor bắt Loki trở về Trái Đất để tìm cha mình. Nhờ sự giúp đỡ của Doctor Strange, họ tìm được Odin ở Na-uy, lúc bấy giờ ông đang hấp hối. Odin giải thích rằng Ragnarok nhất định sẽ xảy ra và nếu mình chết, Hela, đứa con đầu lòng của mình sẽ được thả tự do. Hela từng là tướng quân của quân đội Asgard, giúp Odin chiếm lĩnh Cửu giới, nhưng khi thấy được tham vọng và sức mạnh quá lớn của Hela thì ông đã dừng lại, giam cầm và xóa cô ta khỏi sử sách. Ngay khi Odin mất, Hela được giải phóng. Cô ta dễ dàng phá hủy búa Mjonir, đuổi theo Thor và Loki khi họ đang cố chạy trốn bằng cầu Bifröst và đánh họ bay ra ngoài không gian. Hela đến được Asgard và tàn sát quân đội Asgard, dùng thuật gọi hồn để hồi sinh quân đoàn chết và con sói nuôi Fenris; đưa Skurge lên làm đao phủ. Cô ta muốn dùng cây cầu Bifröst để mở rộng đế chế của mình, nhưng Heimdail đã mang cây kiếm điều khiển theo và trốn đi cùng những người Asgard khác.
Thor bị trôi dạt đến hành tinh rác Sakaar bao quanh bởi nhiều lỗ giun. Anh ta bị bắt bởi thợ săn tiền thưởng Scrapper 412, và được đưa đến chỗ của Grandmaster để trở thành một đấu sĩ mua vui cho hắn, người mà Loki đã làm quen trước. Thor cũng nhận ra 412 là một Valkyrie huyền thoại. Thor buộc phải tham gia Giải đấu của những quán quân, đối đầu với người đồng đội cũ, Hulk. Sau bất lợi ban đầu, Thor đã nhận ra và sử dụng sức mạnh sấm sét của mình để lật ngược tình thế, nhưng Grandmaster vì không muốn thua nên giở trò gian lận để Hulk thắng cuộc. Vẫn bị giam ở Sakaar, Thor thuyết phục Hulk và Valkyrie giúp anh ấy cứu Asgard, cả hai đều không chấp thuận. Thor trốn được khỏi cung điện, và tìm thấy chiếc Quinjet đã đưa Hulk đến đây. Hulk lần theo Thor, nghe được đoạn ghi âm giọng nói của Natasha Romanoff, làm cho anh ấy trở về dạng Bruce Banner lần đầu tiên kể từ trận Sokovia.
Grandmaster lệnh cho Valkyrie và Loki tìm Thor và Hulk, Loki bày trò nghịch ngợm tâm linh làm cho cô nhớ lại về cái chết của các đồng đội Valkyrie khác khi chiến đấu với Hela. Vì vậy cô thay đổi ý định giúp Thor, cô bắt giữ Loki để tỏ thiện chí của mình. Không muốn ở lại, Loki cung cấp cho nhóm một chiếc phi thuyền của Grandmaster đê trốn thoát, nhưng bị Thor bắt bài khi định phản bội và bị Thor bỏ lại Sakaar. Trong khi đó, Korg và Miek kêu gọi các các tù binh khác cùng nổi dậy và thoát khỏi kiếp nô lệ, được dẫn dăt bởi Loki. Thor, Banner, và Valkyrie đến Asgard trong khi Hela đang tấn công Heimdail. Banner biến trở lại thành Hulk và đánh bại con sói Fenris, Thor và Valkyrie đấu với đoàn quân chết và Skurge.
Loki cùng quân nổi dậy đến kịp thời để giúp đỡ người dân Asgard, đưa họ lên con tàu to hơn của họ. Skurge phản bội Hela và hi sinh. Thor, đối đầu Hela, bị chém mù mắt phải rồi nhận được một ảo ảnh của Odin giải thích rằng: Asgard không phải nơi ở mà con người, và Mjonir chỉ là công cụ để Thor rèn luyện đến khi sử dụng thành thạo sức mạnh của chính anh, vì vậy suy nghĩ của anh cần phải tiến bộ hơn bố mình. Thor giáng cho Hela một đòn sấm, rồi chạy thoát, Loki tìm đến vương miện của Sultur đặt vào ngọn lửa vĩnh hằng. Sultur hồi sinh và hủy diệt Asgard cùng với Hela. Asgard bị phá hủy khiến ả chết theo. Thor cùng với người dân Asgard di tản khỏi Asgard, giờ đã là vua, anh ấy đưa người dân về Trái Đất để xây dựng một Asgard mới, với những công dân mới.
Trong phần mid-credit, tàu của Thor bị chặn lại bởi một con tàu lớn hơn khi chưa kịp tấp vào Trái Đất. Trong đoạn post-credit, Grandmaster bị những thần dân nổi dậy vây quanh.

## Diễn viên

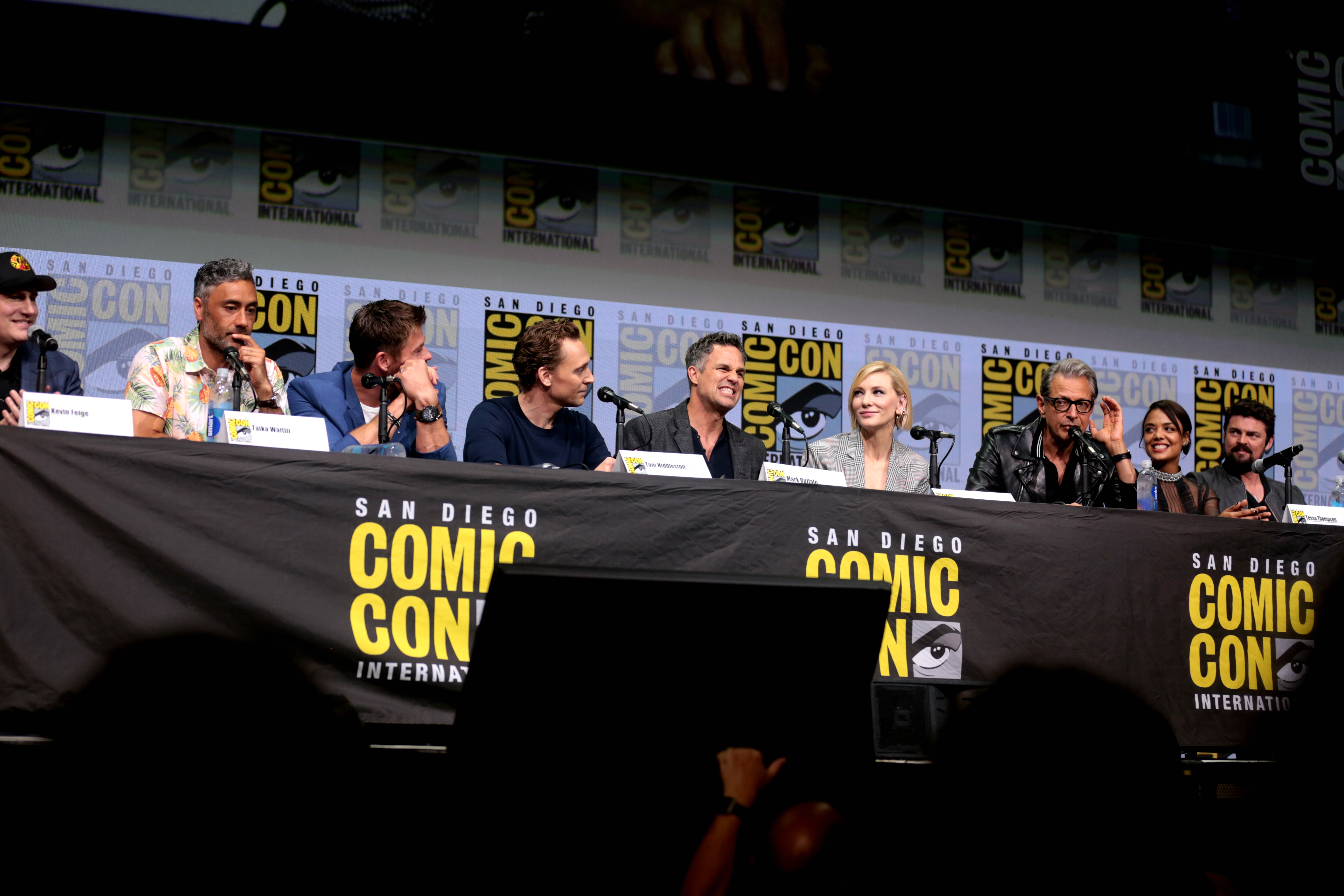
Kevin Feige, Taika Waititi và dàn diễn viên Thor: Ragnarok tại San Diego Comic-Con năm 2017.

- Chris Hemsworth trong vai Thor:

Một Avenger và là thái tử của Asgard, dựa trên vị thần cùng tên trong thần thoại Bắc Âu, người đơn độc tìm kiếm những Viên đá Vô cực. Hemsworth đã trở nên "hơi chán" Thor sau khi thể hiện nhân vật này bốn lần trước đó, và muốn mạo hiểm thử nghiệm một số điều: Thor để tóc ngắn hơn trong phim, mặc một bộ trang phục khác, chiếc búa Mjolnir của anh ấy là bị phá hủy, và anh ta mất một con mắt. Đạo diễn Taika Waititi nói thêm rằng việc "lột trần" nhân vật như thế này đã cho phép anh ta trở thành một người tị nạn ở cuối phim. Waititi cũng muốn sử dụng nhiều kỹ năng hài hước của Hemsworth được thể hiện trong các bộ phim như Vacation (2015) và Ghostbusters (2016), và trích dẫn màn trình diễn của Kurt Russell trong Big Trouble in Little China (1986) như một ảnh hưởng vào nhân vật.
- Tom Hiddleston trong vai Loki:

Em trai nuôi và kẻ thù không đội trời chung của Thor, dựa trên vị thần Bắc Âu cùng tên. Hiddleston quan tâm đến thái độ của Loki đã thay đổi như thế nào, nói rằng, "anh ta luôn là một kẻ thủ đoạn. Nó đang cố gắng tìm ra những cách mới để anh ta có thể nghịch ngợm". Là người cai trị Asgard kể từ khi Thor: The Dark World (2013) kết thúc, Hiddleston lưu ý rằng "Loki đã dành hầu hết nỗ lực của mình để tự tôn vinh bản thân. Không quá quan tâm đến việc quản trị tốt." Anh ấy cũng nói thêm rằng "ý tưởng rằng Thor có thể thờ ơ với Loki đang gây rắc rối cho anh ấy ... đó là một sự phát triển thú vị."
- Cate Blanchett trong vai Hela:

Chị gái của Thor và nữ thần chết, dựa trên vị thần cùng tên, vô tình được thả ra khỏi nhà tù sau cái chết của Odin. Nhà biên kịch Eric Pearson đã đưa ý tưởng về việc Hela là chị gái của Thor trong một trong những bản nháp của anh ấy với sự khuyến khích của nhà sản xuất điều hành Brad Winderbaum. Quyết định để Hela liên quan đến Thor, thay vì chỉ liên quan đến Loki như trong truyện tranh và thần thoại Bắc Âu, xuất phát từ việc cần phải có nhiều tác động hơn với cuộc đối đầu cuối cùng của Hela và Thor. Bằng cách thực hiện thay đổi, Pearson cảm thấy Hela trở thành "thứ [đại diện] cho việc cai trị Asgard, gia đình [của Thor], những gì anh ấy được kể, những gì anh ấy chưa được kể." Blanchett cảm thấy khó khăn khi thể hiện nhân vật trong bộ đồ chụp chuyển động hơn là trang phục, cảm thấy chiếc mũ đội đầu của Hela là "một phần rất lớn" sức mạnh của nhân vật mà cô ấy muốn mặc nó trên phim trường.  Thiết kế của Hela được lấy từ truyện tranh Thor: Jason Aaron, trong khi nhân vật Gorr từ truyện tranh đó, người có khả năng "biểu hiện vô số vũ khí", đã truyền cảm hứng cho Hela một khả năng tương tự. Blanchett đã làm việc với nữ diễn viên đóng thế Zoë Bell và huấn luyện viên riêng của Hemsworth, Luke Zocchi, và nghiên cứu capoeira cho vai diễn này.
- Idris Elba trong vai Heimdall:

Người Asgard nhìn thấy tất cả, thính giác và từng là lính canh của Cầu Bifröst, dựa trên vị thần cùng tên, người đã phải tự lưu đày trong triều đại của Loki. Sau khi Hela xâm lược Asgard, anh ta đã giúp che giấu những công dân dễ bị tổn thương của nó. Mô tả về vòng cung nhân vật của Heimdall trong phim, Winderbaum nói, "anh ấy đã biến mất từ những chính khách lớn tuổi, người gác cổng thành Asgard, trở thành nhân vật phù thủy chiến binh xấu tính sống trên đồi và đá rất nhiều đòn trong suốt bộ phim."
- Jeff Goldblum trong vai Grandmaster:

Một trong những Trưởng lão của Vũ trụ, người cai trị hành tinh Sakaar và thích thao túng các dạng sống thấp hơn. Goldblum mô tả nhân vật này là "một người theo chủ nghĩa khoái lạc, một người tìm kiếm khoái lạc, một người tận hưởng cuộc sống và sở thích và ngửi". Ông cũng nói rằng Waititi khuyến khích sự ứng biến để Goldblum "biến [nhân vật] của riêng mình".  Waititi giải thích rằng Grandmaster không có làn da xanh trong phim như nhân vật trong truyện tranh, vì Goldblum đã từng đóng một nhân vật có màu xanh lam trong Earth Girls Are Easy (1988), và vì Waititi không muốn làm giảm tính cách của Goldblum bằng cách che giấu ngoại hình của mình. Grandmaster là anh trai của Benicio del Toro 's Collector từ Guardians of the Galaxy (2014), và nhà sản xuất Kevin Feige bày tỏ sự quan tâm khi thấy hai người cùng tham gia trong một bộ phim trong tương lai.
- Tessa Thompson trong vai Scrapper 142 / Valkyrie:

Một thương nhân nô lệ Asgardian cứng rắn, khó uống rượu, dựa trên thần thoại là Brynhildr, người đã từng là chiến binh Valkyrie huyền thoại và hiện đang làm việc cho Grandmaster với tên gọi "Scrapper 142". Thompson cho biết các phiên bản khác nhau của nhân vật trong truyện tranh "khiến chúng tôi mất nhiều thời gian" trong việc tạo ra phiên bản điện ảnh. Waititi "muốn đảm bảo rằng chúng tôi không tạo ra một nhân vật nữ nhàm chán và xinh đẹp", và Feige nói rằng Marvel muốn ghép Thor với một tình yêu ngang ngửa với Jane Foster. Bản thảo gốc của bộ phim do Craig Kyle và Christopher Yost thực hiện có mối quan hệ lãng mạn nhiều hơn giữa Thor và Valkyrie. Khi Pearson bắt đầu thực hiện bộ phim, anh ấy đã rời khỏi cốt truyện đó, thay vào đó tập trung nhiều hơn vào "sự tôn trọng lẫn nhau" giữa các nhân vật và Valkyrie "đối phó với PTSD của cô ấy. Cô ấy là người đang nhấn chìm nỗi buồn của mình trong chai, và tôi chỉ nghĩ rằng là một điều tuyệt vời mà bạn không thường thấy". Thompson nói rằng nhân vật là lưỡng tính, cô ấy dựa trên mối quan hệ trong truyện tranh của nhân vật với Annabelle Riggs, và thuyết phục Waititi quay cảnh một người phụ nữ bước ra khỏi phòng ngủ của Valkyrie, điều này sau đó đã bị cắt khỏi phim, vì Waititi nghĩ rằng nó đã làm phân tâm khỏi cảnh diễn ra của cảnh phim.  Thompson lấy cảm hứng từ những bức ảnh của Linda Hamilton trong vai Sarah Connor trong Kẻ hủy diệt 2: Ngày phán xét (1991) khi đang luyện tập cho vai diễn,  và làm việc với huấn luyện viên phương ngữ Andrew Jack để tạo ra chất giọng Asgardian đủ khác biệt nghe có vẻ như cô ấy đã rời xa nơi đó một thời gian dài. Thompson sẽ xuất hiện trong các bộ phim MCU trong tương lai.
- Karl Urban trong vai Skurge:

Một chiến binh Asgard và là người bảo vệ Cầu Bifröst khi Heimdall vắng mặt và chọn tham gia cùng Hela để sống sót. Urban cạo trọc đầu cho vai diễn này, và cố gắng "đi vào khu vực và cảm nhận" bộ phận này mặc dù cơ thể anh được giấu dưới lớp trang phục. Urban nói Skurge "thỏa thuận với ma quỷ" và trở thành "tay sai của Hela. Anh ta làm những công việc bẩn thỉu. Và đó là điều anh ta phải làm - nó dựa vào lương tâm của anh ta."
- Mark Ruffalo trong vai Bruce Banner / Hulk:

Một Avenger và một nhà khoa học thiên tài, người biến thành quái vật khi tức giận hoặc kích động sau khi bị nhiễm bức xạ gamma. Trong hai năm kể từ Avengers: Age of Ultron (2015), anh đã trở thành một đấu sĩ thành công và nổi tiếng trên Sakaar và đã đàn áp phe Banner trong suốt những năm đó. Anh ấy đang hình thành vốn từ vựng "của một đứa trẻ mới biết đi", với mức độ bài phát biểu của Hulk là "một cuộc trò chuyện lớn" giữa Waititi và Marvel vì nó đã tính đến các lần xuất hiện trong tương lai của nhân vật: Ragnarok bắt đầu một phần cho nhân vật tiếp tục trong Avengers: Infinity War (2018) và Avengers: Endgame (2019). Ruffalo cảm thấy Hulk "vênh váo" trong phim và "giống một nhân vật hơn nhiều so với cỗ máy cuồng nộ màu xanh lá cây" được thấy trong các bộ phim Avengers. Waititi cung cấp thêm tính năng ghi chuyển động cho Hulk sau khi Ruffalo đã hoàn thành các cảnh quay của mình.
- Anthony Hopkins trong vai Odin:

Vua của Asgard, cha của Thor và Hela, đồng thời là cha nuôi của Loki, dựa trên vị thần cùng tên. Nhân vật này đang sống lưu vong trên Trái đất, và ban đầu được định trở thành một gã hobo "trông có vẻ điên rồ" trên đường phố của Thành phố New York, nhưng Waititi cuối cùng cảm thấy rằng điều này là bi kịch hơn là buồn cười vì cái chết của nhân vật trong chuỗi phim. Trình tự được thay đổi để diễn ra ở Na Uy, nhằm "tôn vinh" quá khứ của nhân vật và chân thực hơn với vai trò là một vị vua của Asgard. Waititi đã rất ngạc nhiên trước khả năng ứng biến của Hopkins sau khi anh ta được cho là "hài hước và thực sự phá hủy những gì đến trước [với vai diễn] và tái tạo nó."
Ngoài ra, Tadanobu Asano, Ray Stevenson và Zachary Levi lần lượt đóng lại vai Hogun, Volstagg và Fandral, các thành viên của Warriors Three. Feige gọi sự xuất hiện của họ là "mục đích cao quý" nhằm tạo ra mối đe dọa của Hela và mối nguy hiểm mà cô ấy gây ra cho các nhân vật chính. Benedict Cumberbatch đảm nhận vai diễn Bác sĩ Stephen Strange từ bộ phim Doctor Strange (2016) trong một vai khách mời ngắn ngủi. Rachel House, người đã xuất hiện trong một số bộ phim của Waititi, các vở kịch Topaz, người thực thi chính của Grandmaster, trong khi chính đạo diễn Taika Waititi đóng vai Korg, một đấu sĩ Kronan kết bạn với Thor. Waititi đã cung cấp một màn trình diễn ghi lại chuyển động cho nhân vật, người được làm từ đá và muốn làm điều gì đó khác biệt bằng cách để nhân vật nói nhẹ nhàng, cuối cùng dựa vào giọng của Korg trên giọng của những người đàn ông phản bội Polynesia. Waititi cũng cung cấp hiệu suất ghi lại chuyển động cho quỷ lửa Surtur, dựa trên thần thoại Surtr, với Clancy Brown lồng tiếng cho nhân vật. Người đồng sáng tạo Thor và Hulk - Stan Lee xuất hiện với tư cách là một người đàn ông trên Sakaar, người cắt tóc cho Thor. Ngoài ra còn có một số khách mời trong một cảnh trong đó các diễn viên Asgard thực hiện một vở kịch dựa trên các sự kiện của The Dark World: Sam Neill, người mà Waititi trước đây đã làm việc trong Hunt for the Wilderpeople (2016), đóng vai diễn viên Odin; Luke Hemsworth, anh trai của Chris, đóng vai diễn viên vào vai Thor; và Matt Damon đóng vai diễn viên Loki. Scarlett Johansson xuất hiện trong vai Natasha Romanoff / Black Widow qua cảnh quay lưu trữ từ Avengers: Age of Ultron.

## Sản xuất

### Phát triển
Trong khi quảng bá cho việc phát hành Thor: The Dark World vào tháng 10 năm 2013, Chris Hemsworth bày tỏ sẵn sàng đóng vai Thor miễn là "mọi người muốn nhiều hơn", đồng thời nói thêm rằng anh đã ký hợp đồng cho một bộ phim Thor khác và hai bộ phim Avengers nữa. Nhà sản xuất Kevin Feige tuyên bố rằng Thor tiếp theo sẽ xây dựng từ các yếu tố ở cuối The Dark World. Vào tháng 1 năm 2014, Marvel thông báo rằng Craig Kyle và Christopher Yost sẽ viết kịch bản cho bộ phim thứ ba, với Feige một lần nữa sản xuất; câu chuyện đã được phác thảo vào tháng Bảy đó.  Vào cuối tháng 10 năm 2014, Feige thông báo rằng bộ phim sẽ có tựa đề là Thor: Ragnarok, với ngày phát hành dự kiến là 28 tháng 7 năm 2017. Hemsworth và Tom Hiddleston sẽ lần lượt trở lại với vai Thor và Loki. Hemsworth kiếm được 15  triệu đô la cho bộ phim. Feige nói thêm rằng bộ phim sẽ "rất quan trọng" trong Giai đoạn Ba của Vũ trụ Điện ảnh Marvel (MCU),  và cũng xác nhận rằng, trong bối cảnh của bộ phim, từ Ragnarok có nghĩa là "sự kết thúc của tất cả nhiều thứ". Anh ấy cảm thấy rằng "mọi người sẽ [không] chỉ đọc tiêu đề đó một mình bộ phim sẽ như thế nào."

Vào tháng 2 năm 2015, Marvel đã lùi ngày phát hành sang ngày 3 tháng 11 năm 2017. Tháng 4 năm đó, Feige đã mong đợi một bản nháp cho bộ phim sớm,  và một tháng sau, anh ấy tuyên bố rằng một đạo diễn, biên kịch bổ sung, và hơn thế nữa thông báo tuyển diễn viên sẽ được tiết lộ "vào cuối mùa hè",  với việc quay phim vào tháng 6 năm 2016. Đạo diễn Alan Taylor của The Dark World giải thích rằng ông sẽ không trở lại, vì "trải nghiệm Marvel đặc biệt khó khăn vì Tôi đã được trao quyền tự do tuyệt đối trong khi chúng tôi quay, và sau đó trong [hậu kỳ] nó chuyển thành một bộ phim khác. Vì vậy, đó là điều tôi hy vọng sẽ không bao giờ lặp lại và không mong muốn ở bất kỳ ai khác." Tại San Diego Comic-Con International 2015, Jaimie Alexander nói rằng cô ấy sẽ đóng lại vai Sif trong "một phần rất quan trọng" của bộ phim.  
—Taika Waititi, đạo diễn Thor: Tận thế Ragnarok
Đến tháng 10 năm 2015, Taika Waititi đã tham gia đàm phán để làm đạo diễn Thor: Ragnarok. Các đạo diễn khác đang được xem xét bao gồm Ruben Fleischer , Rob Letterman và Rawson Marshall Thurber. Marvel đã trình bày với các đạo diễn tiềm năng "mười ý tưởng khác nhau mà chúng tôi có cho bộ phim", yêu cầu tất cả họ quay lại với một bức tranh rõ ràng hơn về bộ phim nên như thế nào. Waititi đã tạo ra "một cuộn phim nóng bỏng cho giai điệu và một số trò đùa" bằng cách sử dụng các clip từ các bộ phim khác,  bao gồm cả Big Trouble in Little China. Mặc dù không được khuyến khích trong nội bộ công ty, nhưng Marvel coi cuộn phim của Waititi là "tuyệt vời", đặc biệt là việc sử dụng "Immigrant Song" của Led Zeppelin cho nhạc phim, mà Feige cảm thấy "xác định những gì Taika sẽ làm để làm với điều này". Bài hát sau đó đã được sử dụng trong chính bộ phim và để tiếp thị nó. Về lý do tại sao anh ấy quyết định theo đuổi đạo diễn bộ phim, sau khi tuyên bố vào năm 2012 rằng anh ấy không quan tâm đến "các tính năng lớn, nơi nghệ thuật của dự án bị hy sinh vì lợi nhuận", Waititi nói rằng anh ấy cảm thấy "giống như một khách mời trong vũ trụ của Marvel nhưng với sự tự do sáng tạo để làm những gì mình muốn".
Trong cùng tháng, Mark Ruffalo cũng đang hoàn tất một thỏa thuận để đóng lại vai Bruce Banner / Hulk từ các bộ phim MCU trước đó, đã được xác nhận ngay sau đó. Hulk được nhìn thấy lần cuối vào cuối Avengers: Age of Ultron khi du hành trên một chiếc Quinjet, vốn được lên kế hoạch để bay gần Sao Thổ. Feige giải thích rằng điều này đã được thay đổi thành một địa điểm trên Trái đất để khiến số phận của Hulk trở nên mơ hồ và xua tan tin đồn rằng một bộ phim dựa trên "Hành tinh Hulk" đang được phát triển, vì Marvel Studios không có kế hoạch chuyển thể cốt truyện vào thời điểm đó. Theo nhà sản xuất điều hành Brad Winderbaum, ý tưởng đưa Hulk vào Ragnarok xuất hiện từ rất sớm trong quá trình phát triển, khi nhóm sản xuất xem xét cốt truyện của "Planet Hulk" và cảm thấy việc tích hợp Hulk vào loạt phim Thor là "không có trí tuệ", khám phá "ý tưởng về một hành tinh nơi có các trò chơi đấu sĩ như một tình huống khó khăn của Thor. . [Cốt truyện đó] là một ý tưởng thực sự tuyệt vời đối với chúng tôi." Feige giải thích thêm rằng các cuộc thảo luận ban đầu tập trung vào việc làm "một cái gì đó hoàn toàn khác với Thor", và điều đó tập trung vào việc tiếp tục mối quan hệ với Loki và các ý tưởng cho Hela, Valkyrie, Balder và Beta Ray Bill, "nhưng chúng tôi giống như, 'Chúng tôi cần một cái gì đó lớn lao. '"Điều này chuyển sang thảo luận về việc Thor đi vào vũ trụ, và gọi đùa nó là "Hành tinh Thor", dẫn đến việc đưa Hulk vào phim và tiết lộ rằng cuối cùng anh ấy đã lên vũ trụ vào cuối Age of Ultron.
Cũng trong tháng 10, Bộ trưởng Bộ Ngoại giao Úc Julie Bishop thông báo rằng việc quay phim sẽ được thực hiện trong nước, độc quyền trên toàn bang Queensland, bao gồm cả tại Village Roadshow Studios ở Oxenford, Gold Coast. Theo Thủ hiến Annastacia Palaszczuk, việc sản xuất tiêu tốn hơn 100 triệu đô la ở Queensland và sử dụng 750 công nhân Queensland.  Hemsworth đã đề nghị Marvel sản xuất bộ phim tại quê nhà Úc của anh. Vào cuối tháng 11 năm 2015, Stellan Skarsgård, người đã đóng vai Erik Selvig trong các phần phim Thor trước, nói rằng anh ta đã ký hợp đồng xuất hiện nếu Marvel muốn đưa anh ta vào, nhưng vào thời điểm đó anh ta không chắc liệu họ có làm như vậy không. Sau đó, anh xác nhận rằng anh sẽ không xuất hiện trong Thor: Ragnarok. Tháng sau, Stephany Folsom được thuê để viết kịch bản, và Cate Blanchett bước vào những cuộc đàm phán cuối cùng để tham gia vào dàn diễn viên.

### Tiền sản xuất

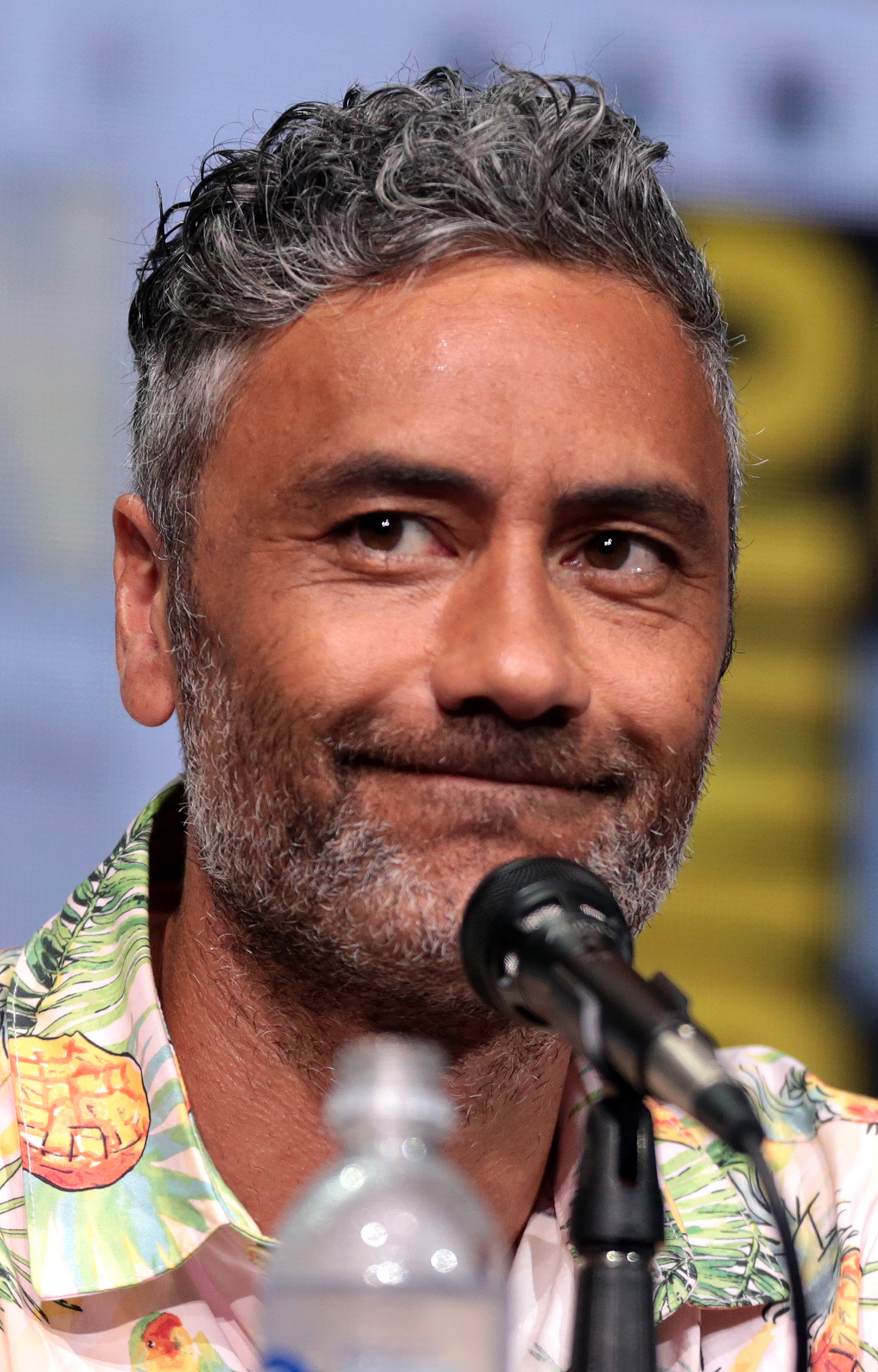
Waititi tại San Diego Comic-Con 2017.

Vào tháng 1 năm 2016, khi bộ phim bắt đầu được sản xuất trước, Ruffalo mô tả nó như một " bộ phim đường " và chỉ ra rằng việc quay phim bổ sung sẽ diễn ra ở Sydney. Waititi nói rằng ông đang làm việc trên kịch bản "một chút", chủ yếu là thêm yếu tố hài hước vào kịch bản, cùng với Eric Pearson tham gia dự án viết lại kịch bản. Pearson cảm thấy việc tham gia mang lại nhiều thách thức, vì "đã có quá nhiều mảnh ghép ở đó", chẳng hạn như việc Blanchett vào vai Hela, người đã được xác nhận vào vai một tháng sau đó, và bao gồm Hulk, Valkyrie và Skurge, mà anh ta được yêu cầu lắp ráp. Pearson được yêu cầu không bị gò bó bởi bất cứ điều gì trong các bộ phim trước, và Waititi yêu cầu anh ấy làm cho bộ phim trở nên thú vị và để Thor "là nhân vật tuyệt vời nhất". Alexander cho biết vào đầu tháng 3 rằng cô không còn chắc chắn liệu mình có xuất hiện trong bộ phim hay không, do xung đột lịch trình với bộ phim truyền hình Blindspot của cô. Sau đó, cô chỉ ra rằng có thể không phải như vậy, nhưng cuối cùng đã không thể xuất hiện trong phim do xung đột. Sif xuất hiện như một nhân vật trong vở kịch dựa trên các sự kiện của Thế giới bóng tối, do Charlotte Nicdao thể hiện.
Vào tháng 4, Tessa Thompson được chọn vào vai Valkyrie, với Natalie Portman sẽ không trở lại từ các bộ phim trước đó như người tình Jane Foster. Marvel không bao giờ yêu cầu các nhà biên kịch đưa các nhân vật gốc Trái đất vào các phần phim trước, và Feige nói rằng Foster và Thor đã chia tay giữa các phần phim. Vào tháng 5, Marvel xác nhận Blanchett và Thompson cho bộ phim, thông báo tuyển chọn Jeff Goldblum trong vai Grandmaster và Karl Urban trong vai Skurge, và tiết lộ rằng Idris Elbavà Anthony Hopkins sẽ đóng lại các vai Heimdall và Odin tương ứng của họ từ các phần phim trước.  Vào đầu tháng 6, Palaszczuk và giám đốc điều hành Marvel Studios David Grant thông báo rằng quá trình quay phim sẽ bắt đầu vào ngày 4 tháng 7 năm 2016,  với việc Weta Workshop tạo ra các đạo cụ cho bộ phim. Trước khi phim trường cho Doctor Strange của Marvel bị phá bỏ, Waititi đã viết và quay một cảnh cho Ragnarok, nơi Thor gặp Stephen Strange của Benedict Cumberbatch. Đạo diễn Scott Derrickson của Marvel và Doctor Strange cảm thấy cảnh này "khá hoàn hảo" khi cho thấy Strange gia nhập MCU rộng lớn hơn, vì vậy cảnh này cũng xuất hiện trong phần tín dụng của Doctor Strange .
Feige lưu ý rằng Thor: Ragnarok chủ yếu sẽ diễn ra trong "vũ trụ" hơn là trên Trái đất, một sự khác biệt so với các bộ phim Thor trước đó.  Ông mở rộng bằng cách nói, "Theo mùa và theo địa lý, có rất nhiều hành tinh khác nhau bên ngoài chín cõi mà chúng ta đến thăm" trong phim.  Waititi đã tham khảo ý kiến của nhà vật lý lý thuyết Clifford Johnson về du hành vũ trụ . Johnson đã xem các bản nháp ban đầu của kịch bản, và đưa ra các ý tưởng vật lý cho Waititi có thể "nháy mắt với một số thứ [Thor] cũ cổ điển"; Johnson trước đây đã tham khảo ý kiến về mùa thứ hai của loạt phim truyền hình MCU Đặc vụ Carter . Nhà vật lý - thiên văn Adam Frank cũng là cố vấn trên phim, tư vấn về lỗ sâu và du hành giữa các vì sao.  Nghệ sĩ truyện tranh và đồng sáng tạo của Thor, Jack Kirby là một trong những nguồn cảm hứng hình ảnh chính của Waititi cho bộ phim.  Winderbaum cũng gọiphần câu chuyện "Ragnarok" của Walt Simonson là nguồn cảm hứng cho "các yếu tố thực sự vui nhộn ... cả về mặt phong cách và tự sự", cũng như Thor: Thần Sấm của Jason Aaron , là nguồn cảm hứng cho thiết kế của Hela và khả năng.  Waititi cho biết hành tinh Sakaar, có trong cốt truyện "Planet Hulk", là "sự thay đổi lớn nhất đối với bộ phim và các nhân vật này",với Winderbaum mô tả nó là "nhà vệ sinh của vũ trụ", được bao quanh bởi "những lỗ sâu đã phun ra mọi thứ vào nơi này cho hàng chục năm". Ngoài ra còn có Muspelheim , một trong Chín Cõi , do Surtur cai trị . Nhà thiết kế sản xuất Dan Hennah mô tả nó giống như một quả cầu Dyson, với vương quốc lấy sức mạnh từ một ngôi sao sắp chết để tiếp thêm sinh lực cho cư dân của nó.  Hennah hy vọng sẽ cho Asgard"nhân văn hơn" so với các bộ phim trước, bằng cách thêm các bối cảnh xây dựng nhỏ hơn để giúp lĩnh vực này có vẻ thực tế và thực dụng hơn. Đối với đấu trường đấu sĩ của Saakar, Hennah đã xem xét các đấu sĩ La Mã, nhưng phân biệt với những ý tưởng tương tự trước đó bằng cách "tất cả đều xa lạ với nó". Đấu trường được bao quanh bởi "khán đài dựng đứng".
Waititi nói rằng bộ phim sẽ tái tạo lại nhượng quyền thương mại, vì "phần lớn những gì chúng tôi đang làm với bộ phim, theo một cách nào đó, loại bỏ và phá hủy ý tưởng cũ và xây dựng lại nó theo một cách mới. Mọi người đều có một chút mới về các nhân vật của họ, vì vậy, theo cách đó, có cảm giác như [đây] là Thor (2011) đầu tiên." Anh ấy nói thêm rằng anh ấy đã xem những bộ phim khác và tôn trọng chúng, nhưng muốn tập trung vào việc làm một "bộ phim độc lập vì đây có thể là lần duy nhất tôi làm điều này. Tôi chỉ muốn làm cho nó [của tôi] phiên bản Marvel quay phim theo cách tốt nhất có thể. "  Đây là điều mà Hemsworth đã hy vọng, mong muốn có một giai điệu nhẹ nhàng hơn trong Ragnarok so với Thor trước đó, đặc biệt là phần thứ hai, tương tự như Guardians of the Galaxy. Anh ấy nói, "Tôi cảm thấy chúng tôi không còn sự ngây ngô hay vui vẻ hay hài hước như phần đầu [ Thor ] có thể có. Tôi ước chúng tôi có nhiều điều đó hơn trong [phần phim] thứ hai... Chúng tôi đã làm vương giả rồi. Chúng tôi đã thực hiện Shakespeare, và chúng tôi đã thể hiện điều đó. Tôi nghĩ bây giờ đã đến lúc, 'Ok, tuyệt. Hãy thử một cái gì đó khác đi." Hemsworth tiếp tục điều đó để ngăn nhân vật hoặc bộ phim trở thành "có thể dự đoán được", "chắc chắn là một mục tiêu để làm điều gì đó bất ngờ ... Tôi nghĩ chúng tôi muốn trở lại với cảm giác phiêu lưu và thú vị hơn".
Các sự kiện của Ragnarok lấy bối cảnh bốn năm sau các sự kiện của Thor: The Dark World , hai năm sau các sự kiện của Avengers: Age of Ultron ,  và cùng thời điểm với các sự kiện của Captain America: Civil War (2016) và Spider-Man: Homecoming (2017), với Winderbaum lưu ý rằng "mọi thứ xảy ra chồng chéo nhau bây giờ trong Giai đoạn Ba." Các sự kiện của Ragnarok cũng thiết lập Avengers: Infinity War, và Hemsworth đã nói chuyện với các đạo diễn Infinity War Anthony và Joe Russo trước khi nhận kịch bản choRagnarok để xem nó sẽ liên kết như thế nào với Infinity War . Anh ấy nói Ragnarok "chắc chắn chảy máu một cách tuyệt vời vào [những bộ phim] đó",  và Winderbaum ví tác động của Ragnarok đối với MCU lớn hơn với tác động của Captain America: The Winter Soldier (2014), nói rằng nó sẽ phá vỡ những ý tưởng về Asgard rằng trước đó đã được thiết lập tương tự như "cách Winter Soldier phá vỡ SHIELD".

### Quay phim

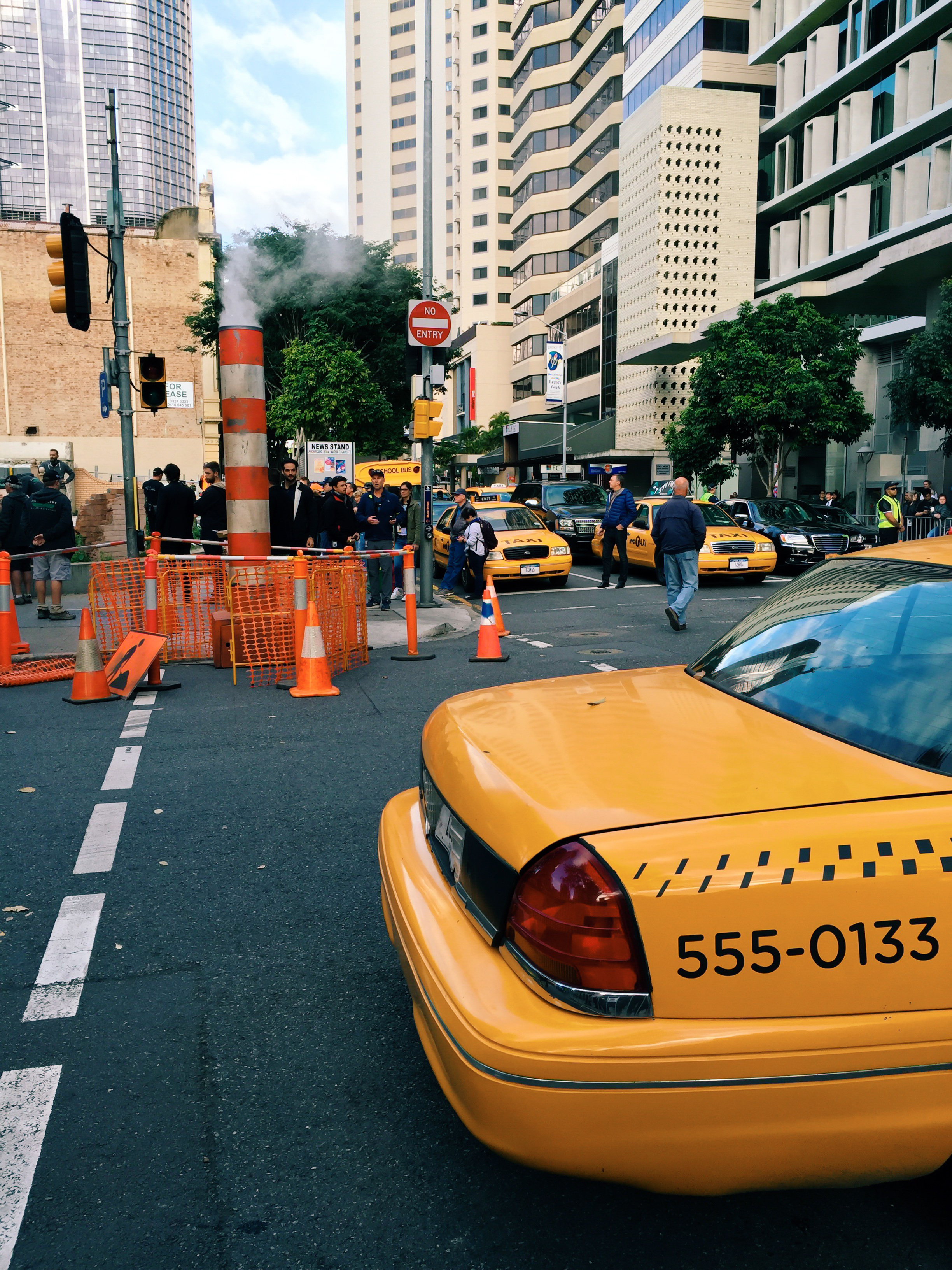
Việc quay phim Thor: Ragnarok ở khu thương mại trung tâm của Brisbane, nơi tăng gấp đôi thành Manhattan.

Việc quay phim chính bắt đầu vào ngày 4 tháng 7 năm 2016, với tiêu đề là Creature Report, tại Village Roadshow Studios ở Oxenford, Gold Coast, Queensland, Úc, sử dụng độc quyền tất cả chín trong số sân khấu âm thanh của studio. Việc quay phim bổ sung đã được thực hiện trên khắp bang Queensland,  bao gồm cả Vườn Quốc gia Tamborine. Khu thương mại trung tâm Brisbane , nơi quay phim từ ngày 22 đến ngày 25 tháng 8,  được sử dụng để tăng gấp đôi thànhThành phố New York .  Javier Aguirresarobe từng là nhà quay phim cho bộ phim,  mô tả công việc của mình trên phim là "sự kết hợp hiếm hoi giữa sự hài lòng và sự thất vọng", cảm thấy rằng anh ấy chủ yếu ở đó để phục vụ đạo diễn và giám sát hiệu ứng hình ảnh, nhưng cảm thấy "rất vui vì đã có thể đáp ứng các yêu cầu kỹ thuật đáng kinh ngạc như vậy".
Cuối tháng 7, về tính chất "hài kiểu bạn thân" của bộ phim, Waititi nói rằng kịch bản đã thay đổi từ đó và vẫn chưa rõ bộ phim cuối cùng sẽ như thế nào, nhưng "có những yếu tố bạn thân giữa Thor và Hulk. ".  Anh ấy nói đây sẽ là một bộ phim khoa học viễn tưởng " thập niên 70/80 " và là "bộ phim 'chất nhất ngoài kia' trong tất cả các bộ phim Marvel",  với giọng điệu gần nhất với giọng điệu của Big Trouble in Little China .  Cảm hứng cho khía cạnh chuyến đi của bộ phim bao gồm 48 giờ. (1982), Withnail và tôi (1987), và Máy bay, Xe lửa và Ô tô (1987). Waititi cũng yêu cầu trưởng mỗi bộ phận xem Flash Gordon (1980) trước khi bắt đầu công việc.  Concept art được phát hành tại San Diego Comic Con 2016 tiết lộ rằng nhân vật Fenris Wolf sẽ xuất hiện.
Đến tháng 8, hơn 100 công nhân xây dựng và bộ máy đã nhận được thông báo chấm dứt hợp đồng, với một số phàn nàn rằng họ đã được hứa hẹn làm việc cho đến tháng 10 hoặc tháng 11 năm 2016 và các thành viên phi hành đoàn người New Zealand đang được đối xử ưu đãi hơn so với người dân địa phương Úc. Tuy nhiên, Thủ hiến Palaszczuk tuyên bố rằng công việc dành cho những người xây dựng bối cảnh chỉ đơn giản là "hoàn thành" và các công việc khác sẽ có sẵn khi các diễn viên đến quay phim.  Các bối cảnh được xây dựng cho bộ phim dành cho Sakaar, bao gồm cung điện của Grandmaster và bãi phế liệu xung quanh, cũng như Asgard (dựa trên tính thẩm mỹ của các bộ phim Thor trước đó).  Nội thất của Avenger Quinjet , được chế tạo cho The Avengers(2012), đã được chuyển đến Úc. Waititi, người Maori, đã thuê người Úc bản địa và thổ dân, cùng với người New Zealand, ưu tiên cho các bộ phận khác nhau, nói rằng, "Bạn có trách nhiệm đối với người Bản địa. Bạn đang đến một đất nước và bạn đang mang tiền vào nền kinh tế và tạo công ăn việc làm nhưng tôi nghĩ bạn có trách nhiệm lớn hơn nữa là chăm sóc những người có ít cơ hội hơn. " Anh ấy nói thêm rằng việc có những người này trong đoàn làm phim "cảm thấy [các] rất giống như một gia đình" và "giúp tôi bình tĩnh và khiến tôi cảm thấy thư giãn". Người bản địa và thổ dân đã được thuê như một phần của sáng kiến của Screen Australiacủa Bộ phận Bản địa, với nhiệm vụ là "giúp cho những người Thổ dân và Cư dân trên eo biển Torres bước chân vào cánh cửa của ngành công nghiệp điện ảnh".
Vào giữa tháng 9 năm 2016, concept art được thấy trong một chuyến thăm định kỳ chỉ ra rằng Midgard Serpent sẽ xuất hiện,  và Sif và Warriors Three , đồng minh của Thor trong hai phần phim trước, sẽ được giải quyết tại Ragnarok. Vào cuối tháng, Sam Neill , người đã làm việc với Waititi trong Hunt for the Wilderpeople , tiết lộ rằng anh ấy có một vai trong phim. Ngay sau đó, Waititi đã trêu chọc việc bao gồm các nhân vật Korg, người mà Waititi thể hiện thông qua chụp chuyển động, và Miek, người không được diễn viên miêu tả vì anh ta không nói trong phim, và được miêu tả là "một sinh vật giống ấu trùng ... [có] chân và tay điều khiển học". Vào giữa tháng 10, Waititi tiết lộ rằng công nghệ máy ảnh mới đã được sử dụng cho một cảnh quay trong phim và anh ấy đã hy vọng sẽ đưa diễn viên vào vai Rhomann Dey của quân đoàn Nova John C. Reilly vào phim, nhưng "không có cách thực sự để kéo nó ra". Chụp ảnh chính được kết thúc vào ngày 28 tháng 10 năm 2016.  Việc quay phim đơn vị thứ hai diễn ra trên Đảo Dirk Hartog ngoài khơi bờ biển Tây Úc và ở Đảo Nam của New Zealand. Theo Waititi, 80% cuộc đối thoại trong Thor: Ragnarok là ngẫu hứng, nhằm tạo ra "tâm trạng rất thoải mái và hợp tác" giữa các diễn viên, và như một nỗ lực để tái tạo giọng điệu và cảm xúc từ các bộ phim trước của anh ấy. Anh ấy nói, "Phong cách làm việc của tôi là tôi thường đứng sau máy quay, hoặc ở ngay bên cạnh máy quay và hét vào mặt mọi người những lời như 'Nói thế này, nói thế này! Nói thế này!"

### Hậu kỳ
Vào tháng 1 năm 2017, có thông tin tiết lộ rằng Pearson sẽ nhận được tín dụng biên kịch duy nhất cho bộ phim, với câu chuyện được giao cho Kyle, Yost và Folsom. Các khoản tín dụng này sau đó đã được cập nhật vào tháng 9 năm sau, với Pearson là người viết kịch bản và ghi nhận câu chuyện cho Kyle và Yost. Folsom đã đặt vấn đề với việc Marvel tiếp thị bộ phim bằng những khoản tín dụng này, lưu ý rằng Hiệp hội Nhà văn Hoa Kỳ (WGA) vẫn chưa xác định khoản tín dụng cuối cùng cho bộ phim. Sau đó, cô ấy nói rằng Marvel đã cho cô ấy tín dụng câu chuyện về bộ phim, nhưng nó đã bị WGA từ chối do quy định của họ rằng tối đa hai cá nhân có thể nhận được tín dụng câu chuyện, với một khoản phụ cấp cho một nhóm viết được tính là một cá nhân; Pearson và nhóm của Kyle và Yost đã nhận được tín dụng câu chuyện trênRagnarok. Folsom nói thêm rằng cô ấy đã lên kế hoạch kháng cáo quyết định này và Marvel đã ủng hộ cô ấy trong suốt nỗ lực của cô ấy để nhận được tín dụng. Vào cuối tháng, các khoản tín dụng viết lại được cập nhật một lần nữa, lần này chỉ ghi nhận Pearson, Kyle và Yost là nhà biên kịch.
Vào tháng 2 năm 2017, Rachel House cho biết cô đã có một vai nhỏ trong phim, đã từng làm việc với Waititi trước đó. Quá trình quay phim bổ sung diễn ra tại Atlanta vào tháng 7 năm 2017, trong hơn ba tuần, bao gồm cả việc quay các cảnh hậu tín dụng. Một trong số này giới thiệu tàu vũ trụ Sanctuary II , thuộc về Thanos trong Avengers: Infinity War, trong khi phần còn lại, được hiển thị ở cuối các khoản tín dụng, có Grandmaster. Goldblum và Waititi đã ứng biến nhiều phiên bản của cảnh sau; một phiên bản chưa được sử dụng liên quan đến việc hát quốc ca Sakaarian, bài hát này đã được "viết ngay tại chỗ". Cũng được quay ở Atlanta là sự hoàn thành của một phân cảnh trong đó các diễn viên Asgardian biểu diễn một vở kịch dựa trên các sự kiện của Thế giới bóng tối. Neill xuất hiện trong phân cảnh với tư cách là diễn viên Odin, và anh trai của Hemsworth là Luke sẽ đóng vai nam diễn viên Thor. Giải thích về trình tự, Waititi nói, "nếu tôi là Loki và tôi đang cai trị Asgard, tôi sẽ viết một vở kịch về bản thân mình và buộc mọi người phải đi xem - thay đổi các chi tiết của vở kịch và nhờ một người nổi tiếng đóng vai chính mình." Đối với nam diễn viên Loki, họ "thực sự muốn một người tốt và một người hài hước", và Chris Hemsworth đề nghị Matt Damon , người mà anh ấy biết, đảm nhận vai diễn này.  Damon đang ở Thành phố New York vào thời điểm đó, và bay đến Atlanta chỉ để quay vai khách mời "trên một con chim sơn ca". Cũng thay đổi trong quá trình quay lại là vị trí của cảnh Thor và Loki tìm thấy Odin trên Trái đất, và Hela sau đó đã tiêu diệt Mjolnir. Ban đầu lấy bối cảnh trong một con hẻm của Thành phố New York, Waititi quyết định rằng môi trường đang làm phân tán cảm xúc của chuỗi phim. Địa điểm đã được thay đổi thành Na Uy, nơi Waititi cảm thấy có trọng lượng hơn cho các cảnh quay, làm cho cốt truyện của Odin trở nên "chân thực" hơn, đồng thời cho phép các nhân vật và khán giả "thư giãn trong một giây và có khoảnh khắc đó, bởi vì phần còn lại của bộ phim về cơ bản chỉ chạy ở một đoạn clip ".
Vào thời điểm khởi động lại bộ phim hoàn tất, bộ phim đã bị cắt giảm từ phiên bản ban đầu của Waititi dài hai giờ bốn mươi phút xuống còn khoảng chín mươi phút, với dự kiến sẽ tăng lên một chút với các cảnh mới quay. Tuy nhiên, sau bảng điều khiển Comic Con 2017 của bộ phim, họ đã quyết định thêm lại rất nhiều câu chuyện cười đã bị loại bỏ, với thời lượng chạy cuối cùng là hai giờ mười phút.  Joel Negron và Zene Baker làm biên tập viên cho bộ phim. Waititi mô tả quá trình quyết định chính xác câu chuyện cười nào là "rất phức tạp ... đôi khi nó sẽ hài hước ở đầu phim và sau đó không hài hước chút nào [hoặc] nó hài hước ở những chỗ sai và cuối cùng, chúng tôi phải tiếp tục thử nghiệm các trò đùa và thử nghiệm các phần của bộ phim ".  Ragnarok cũng làm rõ rằng một chiếc Găng tay Vô cực được thấy trong Thor là hàng giả. Feige mở rộng, nói rằng nó đã được đưa vào Thor như một quả trứng phục sinh , vì Marvel Studios đang "làm việc trên The Avengers và cố gắng [tập hợp] tất cả lại với nhau để kết thúc Giai đoạn Một ." Tuy nhiên, ngay sau The Avengersđược phát hành và hãng phim bắt đầu củng cố kế hoạch cho Avengers: Infinity War , họ nhận ra rằng chiếc găng tay được thấy trong Thor không thể là thật, tạo ra một giả thuyết nội bộ rằng nó là giả; điều này dẫn đến cảnh trong Ragnarok , được tạo ra "chỉ để [có] cơ hội gọi nó là giả".

#### Hiệu ứng hình ảnh
Hiệu ứng hình ảnh cho phim được tạo ra bởi các studio của Industrial Light & Magic (ILM) ở San Francisco và Vancouver, với sự trợ giúp của Base FX, Animatrik và Virtuos; Framestore ; Method Studios Vancouver; Miền kỹ thuật số ; Hình ảnh Rising Sun ; Hình ảnh Luma ; D Phủ định ; Iloura; Công cụ hình ảnh ; Máy cắt xén; Phòng thí nghiệm Bí mật; WhiskyTree Inc; Thiết kế Vây + Hiệu ứng; và Nhận thức.  Công việc hình dung trước được cung cấp bởi The Third Floor và Day for Nite. Luma Pictures đã sản xuất hơn 200 cảnh quay trong tám chuỗi, đặc biệt cho các nhân vật Korg (nhận tài sản từ Framestore) và Miek. Method Studios đã cung cấp hơn 450 cảnh quay, bao gồm cả cuộc chiến mở màn của Thor chống lại Surtur ở Muspelheim và cuộc chiến của Hela chống lại các vệ binh Asgardian. D Negative đã thực hiện hơn 190 bức ảnh, tạo ra môi trường cho hành tinh Sakaar, bao gồm cảnh quan bãi rác và các hố sâu của nó, với các hố sâu cũng được tạo ra thông qua sự hợp tác với Digital Domain.
ILM, người đã thực hiện các hóa thân trước đây của Hulk, đã phải thêm nhiều chi tiết vào các đặc điểm trên khuôn mặt của nhân vật trong Ragnarok do Hulk tăng đối thoại. Giám sát hiệu ứng hình ảnh ILM Chad Wiebe giải thích rằng các biểu cảm của Ruffalo đã được chụp mới cho bộ phim bằng cách sử dụng Medusa, một công nghệ ghi lại hiệu suất. Với 90 biểu thức khác nhau được ghi lại, ILM "đã xây dựng một thư viện hoàn toàn mới cho phép [Hulk] bao gồm đầy đủ các đặc điểm hình ảnh bình thường của con người."  Để giúp tạo ra Hulk, một người trên phim trường đã được sơn toàn thân màu xanh lá cây, và sẽ tái tạo các chuyển động dự định của nhân vật để hỗ trợ các nghệ sĩ tạo hiệu ứng hình ảnh. Ngoài ra, nam diễn viên đóng thế Paul Lowe, cao dưới 1,5 feet (1,52 m), đã đứng thay Hemsworth trong một số tương tác của anh ấy với Hulk để các diễn viên đóng thế của Hulk sẽ chính xác theo tỷ lệ. Trong một số trường hợp khi Thor và Hulk tương tác, một bộ đôi kỹ thuật số đã được sử dụng cho Thor, cũng do ILM tạo ra, để có độ linh hoạt cao hơn cho các cảnh quay. ILM đã làm việc trên tất cả các khoảnh khắc của Hulk trong phim bên ngoài phân cảnh chiến đấu cuối cùng, được Framestore hoàn thành bằng cách sử dụng tài sản của ILM, vì Framestore chịu trách nhiệm chính về việc gian lận phân cảnh đó. Framestore đã hoàn thành gần 460 cảnh quay, trong đó có các cảnh kỹ thuật số của Thor và Hela, Fenris, Korg, Miek, người khổng lồ Surtur ở cuối phim và hơn 9.000 tòa nhà cho Asgard, dựa trên tài sản mà D Negative có từ The Dark World, dẫn đến hơn 263 ký tự, phương tiện, giàn chống và đám đông.
Rising Sun Pictures đã sản xuất hơn 170 cảnh quay hiệu ứng hình ảnh cho Thor: Ragnarok . Họ đã làm việc trên chuỗi hồi tưởng Valkyrie, với vẻ ngoài thanh tao siêu thực của chuỗi này đạt được thông qua sự kết hợp của chụp chuyển động, đồ họa máy tính, tốc độ khung hình tốc độ cao 900 khung hình / giây và một giàn chiếu sáng 360 độ đặc biệt có chứa 200 đèn nhấp nháy để tắm cảnh trong các mô hình nhấp nhô của ánh sáng và bóng tối. Rising Sun cũng giúp tạo ra các khía cạnh CGI khác nhau của Hela, chẳng hạn như "quá trình chuyển đổi mái tóc" thành sừng của cô ấy và phần giới thiệu ban đầu của cô ấy ở Thành phố New York. Sau những lần khởi động lại, ImageEngine đã hoàn thành phần giới thiệu Na Uy mới kể từ khi Rising Sun tập trung vào cuộc chiến cung điện vào thời điểm đó.

## Quảng bá
Tại San Diego Comic-Con 2016 , một mô hình vật lý về bộ giáp đấu sĩ của Hulk đã được tiết lộ, nghệ thuật ý tưởng và hoạt hình thô sơ đã được trình chiếu, và một đoạn ngắn "mô phỏng " có tựa đề Đội Thor đã được trình chiếu. Do Waititi đạo diễn, bộ phim cho thấy Thor và Banner đang làm gì trong các sự kiện của Civil War, với Daley Pearson xuất hiện trong vai người bạn đồng phẳng Úc Darryl Jacobson của Thor. Đoạn ngắn được phát hành trực tuyến vào tháng 8 năm 2016,  và với bản tải xuống kỹ thuật số của Captain America: Civil War vào tháng sau. Đội Thor: Phần 2đã được phát hành trên phương tiện truyền thông quê hương của Doctor Strange vào tháng 2 năm 2017, với Pearson đảm nhận vai trò của mình.  Cảnh quay và nghệ thuật khái niệm cho bộ phim đã được trình chiếu tại CinemaCon 2017.
Vào ngày 10 tháng 4 năm 2017, teaser trailer đầu tiên đã được phát hành. Sandy Schaefer của Screen Rant cảm thấy đây là "một khởi đầu mạnh mẽ" cho bộ phim, có "một sự rung cảm vui tươi rõ rệt" khi đặt nó thành "Bài hát của người nhập cư".  Chaim Gartenberg của The Verge cho biết "đây có thể là bộ phim Marvel kỳ lạ nhất cho đến nay" nhờ vào trang phục, trang điểm và thẩm mỹ của thập niên 80.  Michael Arbeiter cho Nerdist hài lòng với đoạn giới thiệu, nói rằng, "không có gì trong MCU cho đến nay có thể giữ ngọn nến cho trí tưởng tượng được hứa hẹn bởi điều này ... có bất kỳ [các bộ phim MCU trước đây] cảm thấy điều này với những gì chúng tôi 'đã luôn được biết đến và yêu thích là thể loại phiêu lưu ? "Đoạn teaser được xem 136 triệu lần trong 24 giờ, cao thứ ba trong khung giờ đó , sau The Fate of the Furious (139  triệu) và It (197  triệu). Nó cũng trở thành trailer được xem nhiều nhất của Disney và Marvel trong khoảng thời gian đó, lần lượt vượt qua Beauty and the Beast (127  triệu) và Captain America: Civil War (94 triệu).  Câu thoại trong đoạn trailer Thor nói rằng Hulk "là bạn từ nơi làm việc" được gợi ý cho Hemsworth bởi một đứa trẻ Make-A-Wish đến thăm phim trường vào ngày cảnh quay.
Các đạo cụ và trang phục trong phim đã được trưng bày tại D23 Expo 2017 cùng với các tác phẩm thiết kế cho các cơ hội chụp ảnh.  Các bộ trang phục cũng được trưng bày tại San Diego Comic-Con 2017,  nơi Waitti và các diễn viên quảng bá cho bộ phim. Các clip độc quyền đã được trình chiếu, cùng với một đoạn giới thiệu mới.  Ethan Anderton của / Film cảm thấy "sự pha trộn giữa hài kịch và hành động truyện tranh tươi sáng, sôi động" trong đoạn giới thiệu là "không thể tin được".  Haleigh Foutch của Collider "yêu thích đoạn phim quảng cáo này" và "thích" bộ phim. Germain Lussier cho io9gọi đoạn giới thiệu là "một pha hành động dài hai phút rưỡi, tuyệt vời, hài hước và điên rồ có thể là đoạn giới thiệu phim Marvel hoàn toàn vui nhộn nhất mà chúng tôi từng xem." Áp phích phát hành cũng được ca ngợi, được Anthony Couto từ Comic Book Resources gọi là "khá tuyệt đẹp", "đầy màu sắc điên rồ" và "đối xứng hoàn hảo",  với Matt Goldberg của Collider cảm thấy nó "thực sự [cho phép ] bạn biết rằng bộ phim Thor này sẽ khác hoàn toàn so với hai phần đầu tiên ".  Do phần trình bày Comic-Con, Thor: Ragnarokđã tạo ra hơn 264.000 cuộc trò chuyện mới trên phương tiện truyền thông xã hội từ ngày 17 đến ngày 23 tháng 7, nhiều nhất so với bất kỳ bộ phim nào trong khoảng thời gian đó, theo Comscore và dịch vụ PreAct của nó. Nó vẫn là bộ phim được thảo luận nhiều nhất trên mạng xã hội trong hai tuần nữa.
Vào tháng 8 năm 2017, Marvel đã hợp tác với nhà sản xuất xe hơi Renault để thực hiện một quảng cáo hỗ trợ việc phát hành Kwid ở Brazil. Do Jonathan Gurvit đạo diễn và được quay ở São Paulo , phim có cảnh Hulk phá hủy một vệ tinh hướng về thành phố. Framestore đã làm việc về hiệu ứng hình ảnh cho quảng cáo, xây dựng trên nền tảng mà họ có được khi làm nhân vật trong các bộ phim trước.  Cũng trong tháng 8, Marvel, hợp tác với Phòng thí nghiệm Dolby , Ngân hàng Synchrony , Hiệp hội Tiến bộ Khoa học Hoa Kỳ (AAAS), Broadcom Masters, và Hiệp hội Khoa học & Công, đã công bố "Siêu năng lực của Thử thách STEM", nhằm vào phụ nữ từ 15 đến 18 tuổi trong các lĩnh vực STEM (giáo dục Khoa học, Công nghệ, Kỹ thuật và Toán học), để "tạo ra một dự án Do-It-Yourself ban đầu có thể được người khác nhân rộng" và "giúp gia đình, cộng đồng hoặc thế giới của họ an toàn hơn, khỏe mạnh hơn hoặc hạnh phúc hơn". Năm người chiến thắng sẽ tham dự buổi ra mắt thế giới của bộ phim, nhận được một chuyến tham quan Walt Disney Studios và một tài khoản tiết kiệm trị giá 500 đô la từ Ngân hàng Synchrony, với một người chiến thắng giải thưởng lớn tham dự "ba ngày cố vấn tại Thành phố New York với Disney Imagineering "để tạo ra một "video cấp độ chuyên nghiệp dạy những người trẻ khác cách tạo lại" dự án chiến thắng của họ.Chào buổi sáng nước Mỹ .
Trong tuần của ngày 21 tháng 8, Ragnarok một lần nữa có nhiều cuộc trò chuyện trên mạng xã hội nhất, theo comScore và dịch vụ PreAct của nó. Các clip mới về trận chiến giữa Thor và Hulk, được phát hành cùng ngày với trận đấu giữa Floyd Mayweather Jr. và Conor McGregor , đã giúp tạo ra 57.000 cuộc trò chuyện mới trong tuần.  Từ ngày 25 tháng 9 đến ngày 15 tháng 10, Ragnarok có các cuộc trò chuyện trên mạng xã hội nhiều thứ hai theo dịch vụ, và một lần nữa đứng đầu trong tuần của ngày 16 tháng 10 sau khi phát hành các clip mở rộng và chi tiết cốt truyện .  Bắt đầu từ ngày 6 tháng 10 năm 2017, Disney California Adventuređã chiếu trước bộ phim tại Sunset Showcase Theater ở Hollywood Land , được trình chiếu ở định dạng 3D với "hiệu ứng đặc biệt trong rạp".  Trước khi bộ phim được phát hành tại Hoa Kỳ, Hemsworth, Hiddleston, Blanchett, Goldblum, Ruffalo và Thompson đã xuất hiện cùng James Corden trên The Late Late Show cùng với James Corden để trình bày phiên bản "4D" của bộ phim, đó là thực sự là một vở kịch sân khấu. Các diễn viên đã thực hiện các cảnh khác nhau của bộ phim trực tiếp trong trang phục kinh phí thấp và với các đạo cụ sân khấu bằng bìa cứng.  Các đối tác quảng cáo bổ sung của bộ phim bao gồm Red Robin, United Healthcare và Screenvision Media.

## Phát hành

### Rạp chiếu

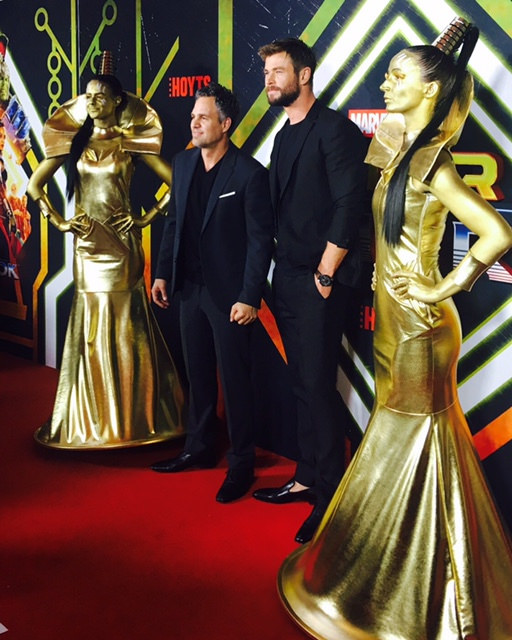
Mark Ruffalo (giữa trái) và Chris Hemsworth (giữa phải) tại buổi ra mắt Thor: Ragnarok ở Sydney.

Thor: Ragnarok đã có buổi công chiếu đầu tiên trên toàn thế giới tại Nhà hát El Capitan ở Los Angeles vào ngày 10 tháng 10 năm 2017, và buổi công chiếu tại Úc diễn ra vào ngày 13 tháng 10 tại Gold Coast. Phim được phát hành tại Vương quốc Anh vào ngày 24 tháng 10 năm 2017, với các bản phát hành quốc tế bổ sung vào ngày 25 tháng 10,  và tại Úc vào ngày 26 tháng 10. Phim được phát hành tại Hoa Kỳ và Canada vào ngày 3 tháng 11,  tại 4.080 rạp, trong đó hơn 3.400 rạp 3D, 381 rạp IMAX và IMAX 3D , và 204 rạp D-Box. Phim đã khởi chiếu tại 1.187 rạp IMAX trên toàn cầu, đây là kỷ lục cuối tuần mở màn trong tháng 11.  Ban đầu nó được lên kế hoạch phát hành vào ngày 28 tháng 7 năm 2017. Thor: Ragnarok là một phần của Giai đoạn Ba của MCU.

### Phương tiện gia đình
Thor: Ragnarok được Walt Disney Studios Home Entertainment phát hành bản tải xuống kỹ thuật số vào ngày 20 tháng 2 năm 2018 và trên Ultra HD Blu-ray , Blu-ray , DVD và Theo yêu cầu vào ngày 6 tháng 3. Các bản phát hành kỹ thuật số và Blu-ray bao gồm phía sau - phim truyện ngắn về cảnh; bình luận âm thanh; cảnh bị xóa; một cuộn blooper; và Đội Darryl , phần tiếp theo của phim ngắn "giả tưởng" Team Thor và Team Thor: Part 2, trong đó Grandmaster chuyển đến ở cùng Darryl sau khi Thor rời đi. Trong một trong những cảnh bị xóa, Michael Rooker xuất hiện với tư cách là Yondu, đóng lại vai diễn trong hai bộ phim Guardians of the Galaxy đầu tiên. James Gunn, biên kịch và đạo diễn của phim Guardians, đã làm rõ rằng Yondu không bao giờ có ý định xuất hiện trong phần phim cuối cùng và Rooker đang ở trên một tài liệu ghi hình gần đó cho biến thể Halloween của công viên giải trí Guardians of the Galaxy – Mission: Breakout!; và quyết định dừng lại ở Ragnarok thiết lập "để đi xung quanh".
Phim ra mắt ở vị trí số một trên bảng xếp hạng tổng doanh số đĩa NPD VideoScan trong tuần đầu tiên phát hành, theo dõi doanh số bán đơn vị đĩa DVD và Blu-ray kết hợp và bảng xếp hạng doanh số bán đĩa Blu-ray chuyên dụng. Blu-ray chiếm 83% doanh số bán đơn vị, với 11% đến từ Ultra HD Blu-ray. Thor: Ragnarok cũng đứng thứ hai trên bảng xếp hạng cho thuê Media Play News sau Coco. Trong tuần thứ hai, bộ phim rơi xuống vị trí thứ hai trên bảng xếp hạng NPD VideoScan, xếp sau Justice League, nhưng lại vươn lên vị trí số một trên bảng xếp hạng cho thuê Media Play News.  Phiên bản nâng cao IMAX của phim đã được phát hành trên Disney+ bắt đầu từ ngày 12 tháng 11 năm 2021.

## Đón nhận

### Phòng vé
Thor: Ragnarok thu về $ 315,1  triệu ở Hoa Kỳ và Canada, và $ 538,9 triệu ở các lãnh thổ khác, với tổng số $ 854  triệu trên toàn thế giới.  Vào tháng 9 năm 2017, một cuộc khảo sát từ Fandango chỉ ra rằng Ragnarok là bộ phim mùa thu được mong đợi nhất. Vào cuối tuần ngày 3 tháng 11 năm 2017, bộ phim đã kiếm được 25,4 triệu đô la từ các suất chiếu IMAX, vượt qua Doctor Strange để trở thành bộ phim lớn nhất trong một ngày cuối tuần tháng 11. Bộ phim đã thu được 650,1 triệu đô la trên toàn cầu, vượt qua tổng doanh thu của Thor (449,3 triệu đô la) và Thor: The Dark World (644,6 đô la triệu), vào cuối tuần thứ ba. Nó trở thành bộ phim có doanh thu cao thứ chín trong năm 2017. Deadline Hollywood tính toán lợi nhuận ròng của bộ phim là $ 174,2 triệu, bao gồm ngân sách sản xuất, bản in và quảng cáo, sự tham gia của tài năng và các chi phí khác, so với tổng doanh thu phòng vé và doanh thu phụ trợ từ truyền thông gia đình, xếp thứ tám trong danh sách của họ. trong danh sách "Những bộ phim bom tấn có giá trị nhất" năm 2017.
Thor: Ragnarok kiếm được 46,8  triệu đô la trong ngày đầu công chiếu tại Hoa Kỳ và Canada (bao gồm 14,5 triệu đô la từ các bản xem trước vào tối thứ Năm) và có tổng doanh thu cuối tuần là 122,7 triệu đô la, là phim đứng đầu trong cuối tuần, phim hay thứ sáu trong tháng 11 phần mở đầu, và phần mở đầu lớn nhất cho tất cả các phim Thor. IMAX đóng góp 12,2  triệu đô la, đây là IMAX tốt thứ hai trong năm 2017 và tốt thứ ba trong tháng 11. Doanh thu của bộ phim vào Chủ nhật (32,1  triệu đô la), là ngày chủ nhật tốt thứ hai trong tháng 11 sau The Hunger Games: Catching Fire (2013) (34,5  triệu đô la). Bộ phim được dự đoán sẽ thu về 100–125  triệu đô la trong tuần đầu công chiếu. Ragnarok vẫn là bộ phim số một trong tuần thứ hai công chiếu, thu về tổng cộng 211,6 triệu đô la, vượt qua toàn bộ phần phim của Thor (181 triệu đô la) và The Dark World (206,4 triệu đô la). Trong cuối tuần thứ ba, Thor: Ragnarok tụt xuống thứ ba tại phòng vé, và thứ tư trong tuần thứ tư và thứ năm. Bộ phim đã vượt qua tổng doanh thu nội địa dự kiến là 280 triệu đô la trong tuần thứ năm với 291,4 triệu đô la, Thor: Ragnarok đứng thứ năm trong tuần thứ sáu công chiếu,và thứ bảy trong cuối tuần thứ bảy của nó, cuối tuần cuối cùng nó vẫn nằm trong top 10.
Bên ngoài Hoa Kỳ và Canada, bộ phim đã mở màn tại 36 thị trường trong tuần đầu tiên của công chiếu, xếp hạng nhất và thu về 109,1  triệu đô la, 6  triệu đô la trong số đó đến từ 189 phòng chiếu IMAX. Khai mạc tại Vương quốc Anh (16,2  triệu USD) là khởi đầu tháng 10 tốt nhất cho một bộ phim không phải James Bond. Hàn Quốc (15,7  triệu USD), Úc (8,4  triệu USD), Brazil (8,1  triệu USD), Indonesia (5,5 triệu USD), Đài Loan (5,4 triệu USD), Philippines (3,8 triệu USD), Malaysia (3,5 triệu USD), New Zealand, Việt Nam, Argentina, Colombia, Chile, Bosnia, Bulgaria, Croatia và Nam Phi đã có cuối tuần khai mạc tháng 10 tốt nhất từ trước đến nay, trong khi Pháp ($ 7,7 triệu) có mức tốt thứ hai. Brazil cũng có màn ra mắt hay thứ ba cho một bộ phim MCU, trong khi phim mở màn của New Zealand là lớn nhất năm 2017.  Trong cuối tuần thứ hai, Ragnarok đã mở màn ở vị trí số một tại 19 thị trường khác, với doanh thu mở màn vào tháng 11 lớn nhất từ trước đến nay tại Trung Quốc ( 56,3  triệu USD, bao gồm 6  triệu USD từ 446 rạp IMAX), Mexico (10,8  triệu USD), Đức (8,9  triệu USD) và Ấn Độ (5,5  triệu USD). Nó cũng duy trì vị trí số một tại nhiều thị trường hiện có. Phim kiếm thêm 13,2  triệu USD từ 788 rạp IMAX, khởi chiếu tháng 11 tốt nhất. Trong tuần thứ ba công chiếu, phim vẫn giữ vị trí quán quân tại hơn 30 quốc gia, và trở thành phim siêu anh hùng có doanh thu cao nhất tại Cộng hòa Séc. Đến cuối tuần thứ năm, Ragnarok đã trở thành phim siêu anh hùng có doanh thu cao nhất ở Trung và Đông Âu. Tính đến ngày 10 tháng 12 năm 2017 , các thị trường lớn nhất của bộ phim là Trung Quốc (112  triệu đô la), Vương quốc Anh (40,4  triệu đô la) và Hàn Quốc (35,1  triệu đô la).

### Phản hồi quan trọng
Trang tổng hợp phê bình Rotten Tomatoes báo cáo tỷ lệ phê duyệt là 93%, với điểm trung bình là 7,6 / 10, dựa trên 439 bài phê bình. Sự đồng thuận quan trọng của trang web cho biết, "Thú vị, hài hước và trên hết là vui nhộn, Thor: Ragnarok là một cuộc phiêu lưu vũ trụ đầy màu sắc đặt ra một tiêu chuẩn mới cho nhượng quyền thương mại của nó — và phần còn lại của Vũ trụ Điện ảnh Marvel." Metacritic đã ấn định điểm trung bình có trọng số là 74 trên 100 dựa trên 51 nhà phê bình, cho thấy "các bài đánh giá thường có lợi". Khán giả do CinemaScore thăm dò đã cho điểm trung bình của bộ phim là "A" trên thang điểm A + đến F, bộ phim hay nhất trong loạt phim Thor, trong khi PostTrak những người xem phim đã báo cáo cho nó 90% điểm tích cực tổng thể và 85% "đề xuất chắc chắn".
Sheri Linden của The Hollywood Reporter khen ngợi cách xử lý của Waititi đối với "sự ngông cuồng của CGI giữa các thế giới", đặc biệt là đối với giọng điệu nhẹ nhàng hơn mà anh ấy mang lại, với "ngay cả những kẻ xấu trung tâm của câu chuyện [đang] vui vẻ ngớ ngẩn, bị Cate Blanchett tấn công và Jeff Goldblum." Alonso Duralde của TheWrap viết, "Cần lưu ý rằng cả trò đùa và đánh nhau đều rất xuất sắc, vì vậy cho dù bạn đi xem phim siêu anh hùng vì sự thoát ly hào nhoáng hay hành động đập thình thịch, bạn sẽ nhận được cốc nước ngọt lớn của mình đáng giá." Peter Travers của Rolling Stone đã đánh giá bộ phim ba sao trên bốn sao, được mô tả là "thú vị nhất mà bạn từng có trong một bộ phim Marvel" đồng thời ca ngợi sự thay đổi giai điệu và hướng đi của bộ phim, so sánh nó với Guardians of the Galaxy một cách thuận lợi. Mick LaSalle của tờ San Francisco Chronicle ca ngợi màn trình diễn của Hemsworth, Hiddleston, Blanchett, Thompson, Goldblum và Ruffalo, cảm thấy bộ phim "có niềm tin vào các nhân vật và vào phát minh của riêng mình, và vì vậy nó tránh lặp lại và luôn mới mẻ ".
Richard Roeper của Chicago Sun-Times cũng khen ngợi bộ phim, gọi màn trình diễn của dàn diễn viên trong nhóm là "xuất sắc" và chỉ đạo của Waititi là "ngốc nghếch và nóng nảy và tự tham khảo một cách tuyệt vời". Ông cũng cho biết nhạc nền được sử dụng trong phân cảnh chiến đấu cao trào, đặc biệt là "Bài hát người nhập cư" của Led Zeppelin , đã được "đồng bộ hóa hoàn hảo". Matt Zoller Seitz của RogerEbert.com đã cho bộ phim ba trong số bốn sao, so sánh tích cực diễn xuất của Hemsworth với Cary Grant : "Sức hút của Hemsworth giữ [Thor: Ragnarok] lại với nhau bất cứ khi nào nó có nguy cơ bị chia cắt". của Los Angeles Times đã ca ngợi màn thể hiện Hela của Blanchett, so sánh vai diễn nhân vật của cô với những nhân vật phản diện mang tính biểu tượng khác như Maleficent và Chernabog , cũng như chủ đề và giọng điệu của bộ phim tương tự như Flash Gordon, Star Wars (1977) và Willy Wonka & Nhà máy Sôcôla. Robbie Collin của Daily Telegraph cho bộ phim bốn trong số năm, ca ngợi nó là "một trong những bộ phim hay nhất của [Marvel] cho đến nay" trong khi khen ngợi các màn trình diễn và mô tả bản nhạc của Mark Mothersbaugh là "tăng áp lực". Michael Phillips của Chicago Tribune khen ngợi màn trình diễn của Hiddleston và Thompson là "xứng đôi vừa lứa". Ông cũng ghi nhận phong cách đạo diễn tương tự của Waititi với"tác phẩm nhại" của Edgar Wright và cho rằng bộ phim là "sống động và nổi bật một cách bất thường" đồng thời thừa nhận tác dụng của "yếu tố Mệt mỏi của Marvel" đối với khán giả.
Peter Debruge của Variety gọi bộ phim là "phi lý", nhưng khen ngợi màn trình diễn của Goldblum. Stephanie Zacharek của tạp chí Time đã tuyên bố tiêu cực rằng "Thor: Ragnarok chật chội với các phương tiện phóng không gian phóng to và những trận sấm sét ồn ào, nhưng phần dư thừa xa hoa của bộ phim gây mê hơn là tiếp thêm sinh lực." Zacharek nói thêm rằng "Ngay cả Thor tội nghiệp dường như cũng bị mất hút trong tất cả, và anh ấy được coi là ngôi sao của nó" trong khi chỉ trích hiệu ứng hình ảnh của bộ phim là "một ví dụ vui nhộn quá mức cần thiết" và "một cơn mê do hiệu ứng đặc biệt". Manohla Dargis của The New York Times được gọi là câu chuyện "một tập hợp không thú vị của những cuộc ẩu đả, mưu mô và những sự trùng hợp hữu ích" nhưng đã cảm thấy rằng Hemsworth "trông vui vẻ và thoải mái hơn nhiều ở Ragnarok so với những gì anh ấy đã làm trong các chuyến xe Thor trước đó, đây có lẽ là thành tựu chân thật nhất của anh Waititi ở đây."
Một số nhà phê bình cho rằng Thor: Ragnarok che giấu những lời bình luận tinh vi bằng cách trình bày hài hước, đặc biệt về các chủ đề lịch sử thuộc địa và người bản địa. Các điểm chính trong bài diễn văn này bao gồm di sản Maori bản địa của Waititi; Lịch sử đẫm máu của Asgard và việc Odin tẩy trắng nó, như được tiết lộ bởi Hela; Scrapper 142 được chôn cất trong cồn về bản sắc dân tộc của cô là một Valkyrie; và Grandmaster nói rằng "nô lệ" là "tù nhân có việc làm".

## Tương lai

### Phần kế tiếp
Phần tiếp theo mang tên Thor: Tình yêu và sấm sét dự kiến sẽ được phát hành vào ngày 8 tháng 7 năm 2022. Cả Hemsworth và Thompson sẽ đóng lại vai trò của họ, với Natalie Portman và Jaimie Alexander đều trở lại sau khi không xuất hiện trong Thor: Ragnarok. Portman sẽ miêu tả nhân vật của cô mặc áo choàng của Thor, tương tự như trong truyện tranh. Ngoài ra, Chris Pratt, Pom Klementieff, Dave Bautista và Karen Gillan sẽ đóng lại vai trò của họ với tư cách là thành viên Guardians of the Galaxy của Peter Quill / Star-Lord, Mantis, Drax the Destroyer, và Nebula.

### Khác
Khi phát hành Ragnarok, Waititi và Marvel đã thảo luận về một bộ phim ngắn Marvel One-Shot phụ theo các nhân vật Korg và Miek, nhưng nó không khả thi do Marvel cam kết sản xuất ba phim truyện mỗi năm. Feige cho biết Marvel vẫn có kế hoạch cho những nhân vật đó, nhưng không nói rõ. Cả hai đều xuất hiện trong Avengers: Endgame, và Korg dự kiến xuất hiện trong Love and Thunder.